# GQ
GQ (llamada originalmente Gentlemen's Quarterly) es una revista estadounidense mensual para hombres que se enfoca en la moda, el estilo y la cultura masculina, con artículos sobre comida, cine, salud, sexo, música, viajes, deportes, tecnología y literatura.

## Historia
Gentlemen's Quarterly fue lanzada en 1957 en Estados Unidos con el nombre de Apparel Arts, una publicación trimestral de moda masculina que fue publicada durante varios años en conjunto con la revista Esquire. Después de nueve ediciones, en 1958, la palabra Appareal fue quitada del logotipo en la edición de primavera.
En 1983, Condé Nast Publications se hizo cargo de GQ y el editor, Art Cooper, cambió su enfoque. Introdujo artículos que iban más allá de la moda y la transformó en una revista para hombres que fuera capaz de competir con Esquire. Posteriormente, las ediciones internacionales fueron publicadas como adaptaciones regionales de la estadounidense.
Jim Nelson fue nombrado editor en jefe de GQ en febrero de 2003. Durante su ejercicio, la publicación se orientó a lectores más jóvenes que prefieren un estilo casual.
GQ ha sido asociada al concepto de «metrosexualidad». El escritor Mark Simpson acuñó ese término en un artículo del diario británico The Independent que relataba su visita a una exhibición de GQ en Londres.
Desde 2006, la revista GQ cuenta con una edición latinoamericana en español conocida como GQ Latinoamérica.